# Домингес Сото, Альваро
Альваро Домингес Сото (исп. Álvaro Domínguez Soto; род. 16 мая 1989, Мадрид, Испания) — испанский футболист, защитник.

## Карьера

### Клубная
Начал заниматься футболом в школе мадридского «Реала», но в возрасте 12 лет перешёл в «Атлетико». Домингес прошёл все возрастные группы мадридского клуба, вплоть до второй команды клуба. 22 октября 2008 дебютировал во взрослой команде клуба в матче Лиги чемпионов против «Ливерпуля». В ноябре 2009 подписал свой первый профессиональный контракт с клубом, действующий до 2013 года. В том же году он стал основным игроком «матрасников», поучаствовав в их победах в Лиге Европы и Суперкубке УЕФА. 19 декабря 2010 забил первый гол за клуб в матче против «Малаги.
В 2012-м испанец перешел в менхенгладбахскую «Боруссию». В 2015 году Домингес начал испытывать сильные боли в спине, из-за которых пропустил концовку сезона 2014/15 и начало следующего чемпионата.
7 ноября 2015 года Домингес провел свой последний матч в бундеслиге против «Ингольштадта», после чего отправился на операцию в Мюнхен, но вернуться в строй после неё испанец так и не сумел, завершив карьеру футболиста. Сам Альваро сказал:
«Все последние годы я был в плохом физическом состоянии. Я продолжал играть, и это привело к двум операциям, которые привели к огромным последствиям.

Это привело к тому, что на сегодняшний день я вынужден оставить футбол, который я так люблю, чтобы не стать инвалидом в 27 лет».

### В сборной
Участвовал в молодёжном чемпионате мира 2009. На молодёжном чемпионате Европы по футболу 2011 отыграл все матчи без замен и помог своей команде выиграть звание чемпионов.
25 августа 2011 главный тренер сборной Испании Висенте дель Боске включил Домингеса в список игроков, вызванных для участия в товарищеском матче против сборной Чили и в отборочном матче к Евро-2012 против сборной Лихтейштейна, но на поле он так и не вышел.
Домингес дважды выходил на замену в матчах за сборную Испании в мае 2012 году — против Сербии (2:0) и Южной Кореи (4:1). После этого попал в олимпийскую сборную Испании на Олимпиаду 2012, где сыграл в 2 матчах в основном составе — против Японии (0:1) и Гондураса (0:1).

## Достижения
- Победитель Лиги Европы (2): 2009/10, 2011/12
- Обладатель Суперкубка УЕФА: 2010
- Финалист Кубка Испании: 2009/10
- Победитель ЧЕ (до 21 года): 2011